# Maison Magis
La Maison Magis est un immeuble classé de style Art nouveau situé à Liège en Belgique.

## Histoire
Elle est l'une des premières œuvres de l'architecte Victor Rogister, très prolifique dans la réalisation de maisons Art nouveau à Liège. Elle a été construite en 1902 pour J. Magis-Maréchal, commerçant.
Elle est reprise sur la liste du patrimoine immobilier classé de Liège depuis le 11 septembre 1990.
La façade de la maison Magis qui était en état de délabrement a été complètement rénovée en 2013.

## Situation
Cette maison se trouve dans le centre de Liège au no 100 de la rue Saint-Gilles, une artère commerçante de la ville.

## Description

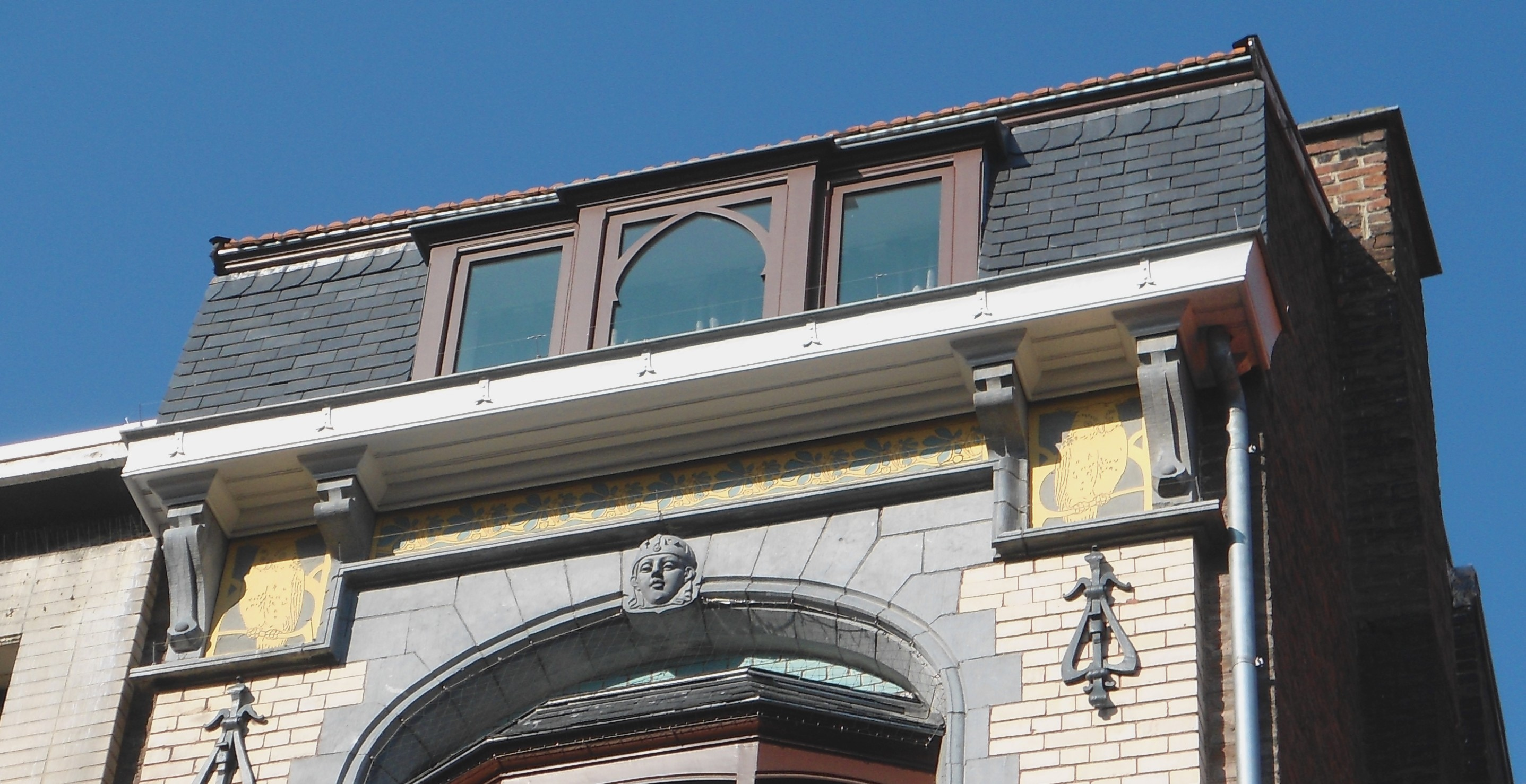
Sgraffites et sculpture de la Maison Magis

Ce petit immeuble d'une largeur de 3,5 mètres compte une seule travée et trois niveaux.
Le rez-de-chaussée à vocation commerciale est constitué d'une porte d'entrée surmontée d'une baie d'imposte et d'une vitrine ornées dans leur  partie supérieure d'un encadrement de boiseries en courbes propres au style Art nouveau. Le matériau utilisé est la pierre de taille. Au-dessus de la vitrine, se trouve une poutre en fer décorée de quatre petites fleurs stylisées.
Les deux étages se caractérisent par la présence d'un oriel en bois qui court sur les deux niveaux. La base de l'oriel est occupée par un sgraffite à motif floral (roses de couleur blanche sur fond gris). Des petits bois et des verres américains agrémentent la partie supérieure de chaque niveau. Au sommet de l'oriel, on peut voir une sculpture de tête d'enfant casqué.  Les deux étages du bâtiment sont construits en brique blanche avec parement de pierre de taille autour de l'oriel.
Au-dessus du second étage, trois sgraffites se complètent pour traverser la façade. Les deux extérieurs représentent deux hiboux dorés.
Celui du centre, tout en longueur, dessine un rameau de marronnier avec ses feuilles et ses bogues.